# 伊图里省
伊图里省（法語：Province de l'Ituri）是位于刚果民主共和国东北部的一个省，首府布尼亚。该省与南苏丹、乌干达接壤。人口4,241,236人（2006年），面積65,658 km²。

## 伊图里省的镇
- 布尼亚（Bunia）